# 克里斯河畔罗济耶尔
克里斯河畔罗济耶尔（法語：Rozières-sur-Crise，法語發音：[ʁozjɛʁ syʁ kʁiz]）是法国上法蘭西大區埃纳省的一个市镇，属于苏瓦松区。

## 地理
克里斯河畔罗济耶尔（49°19'36"N, 3°21'17"E）面积7.32 平方千米，位于法国上法蘭西大區埃纳省，该省份为法国北部内陆省份，北起北部省，西接索姆省和瓦兹省，东临阿登省和马恩省，西南至塞纳-马恩省，东北部与比利时接壤。
与克里斯河畔罗济耶尔接壤的市镇（或旧市镇、城区）包括：阿西、昂布里耶夫、埃纳河畔比利、比藏西、沙克里斯、塞蒙、贝尔努瓦堡。

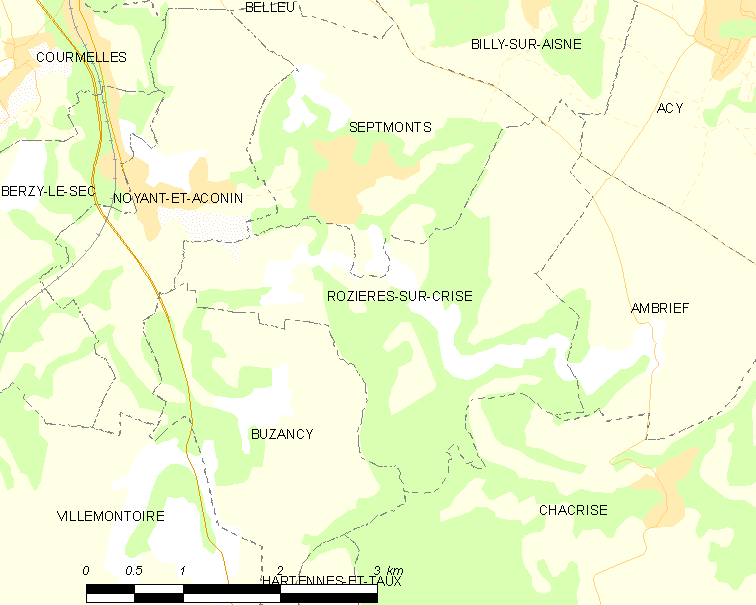
克里斯河畔罗济耶尔的OSM定位图

克里斯河畔罗济耶尔的时区为UTC+01:00、UTC+02:00（夏令时）。

## 行政
克里斯河畔罗济耶尔的邮政编码为02200，INSEE市镇编码为02663。

## 政治
克里斯河畔罗济耶尔所属的省级选区为维莱科特雷县。

## 人口

1962-2008年间克里斯河畔罗济耶尔人口变化图示

克里斯河畔罗济耶尔于2022年1月1日时的人口数量为234人。